# Мајка Србија
Мајка Србија, Српска мајка или Мајка свих Срба, национална је персонификација Србије, националне државе Срба. Кориштена је као метафоричка мајка свих Срба. Српски национални митови и пјесме стално дозивају Мајку Србију.
Територије насељене Србима изван Србије могу бити представљене као дјеца Мајке Србије. Србија може да се опише као ћерка Мајке Србије, заједно са осталим српским територијама, као у пјесми Драгослава Кнежевића Српско јато: „Млађа сестра од старије Црне Горе и Србије. И у миру и у рату Крајина ће српском јату”.

## Историја

### 19. вијек
Доситеј Обрадовић (1739—1811) често помиње Мајку Србију у својим радовима. Концепт и термин се користе у многим патриотским пјесмама, као што су Востани Сербије, Ој Србијо, мила мати, Ој Србијо мати итд.
Нишки комитет су 24. фебуара 1874. године основали локални угледни грађани. Православни свештеник Петар Икономовић извршио је заклетву завереника на часном крсту и Јеванђељу, подсјећајући на збор у Орашцу (1804). Рекао је:
| „                                                     | Заклињемо се свемогућим Богом једним, да ћемо верно и братски, сложно радити противу петвековног крвопије, а у име миле и жељне нам слободе и династије лозе Обреновића. Тако, браћо, слошки, да ће нама свима Милости помоћи, а ускоро нам дати да развијемо победоносну заставу нашег јединоверног Обреновића на бедему Нишком. Ура, Ура, Ура! Живио нам наш омиљени витешки Књаз Милана М. Обреновића IV! Живела Мати Србија! | ” |
| — Петар Икономовић, нишки свештеник, 24. фебруар 1874 | |   |

### Други свјетски рат
Пропаганда мерионетске власти у Србији, Влада народног спаса, укључивала је промоцију Милана Недића као „Српске мајке”, тврдећи да се бринуо и штитио Србе.

### Југословенски ратови
Израз је кориштен током југословенских ратова, а односио се на дјецу Мајке Србије на западу (изван Србије и Црне Горе) тј. на Републику Српску Крајину и Републику Српску.
Милан Мартић, предсједник РСК, тврдио је, након пада Крајине (операција Олуја), да су „људи сматрали да су били преварени и напуштени од Мајке Србије” јер није штитила РСК.

## Умјетност
Статуе и скулптуре:
- Ђорђе Јовановић (1861—1953), „Велика Србија”, (1901).
- Ђорђе Јовановић (1861—1953), Статуа на врху зграде Владе Србије, Мајка Србија држи штит са оцилима (1924);
- Скултура Милића од Мачве, Мајка Грчка и Мајка Србија, подигнута је у Крушевцу 1999. године, као симбол подршке Грчке Србији током НАТО бомбардовања;[10][11]

Пјесме:
- Ој Србијо мати
- Ој Србијо, мила мати